# 纳里什 (阿威罗)
纳里什是葡萄牙阿威罗区的一个堂区。总面积9.35平方公里，总人口1467人，人口密度156.9人/平方公里。